# Sentinelle à gorge jaune
Sentinelle à gorge jaune
Espèce
Statut de conservation UICN

 LC  : Préoccupation mineure
La Sentinelle à gorge jaune (Macronyx croceus) est une espèce de passereaux de la famille des Motacillidae.

## Répartition
Cet oiseau est répandu en Afrique subsaharienne (rare en Afrique australe et la corne de l'Afrique).

## Habitat
Macronyx croceus se rencontre dans les prairies, les habitats de brousse ouverte et les zones cultivées comme les rizières depuis le niveau de la mer jusqu'à une altitude de 2 300 m. Il est également présent dans les estuaires côtiers et les lagons.

## Description

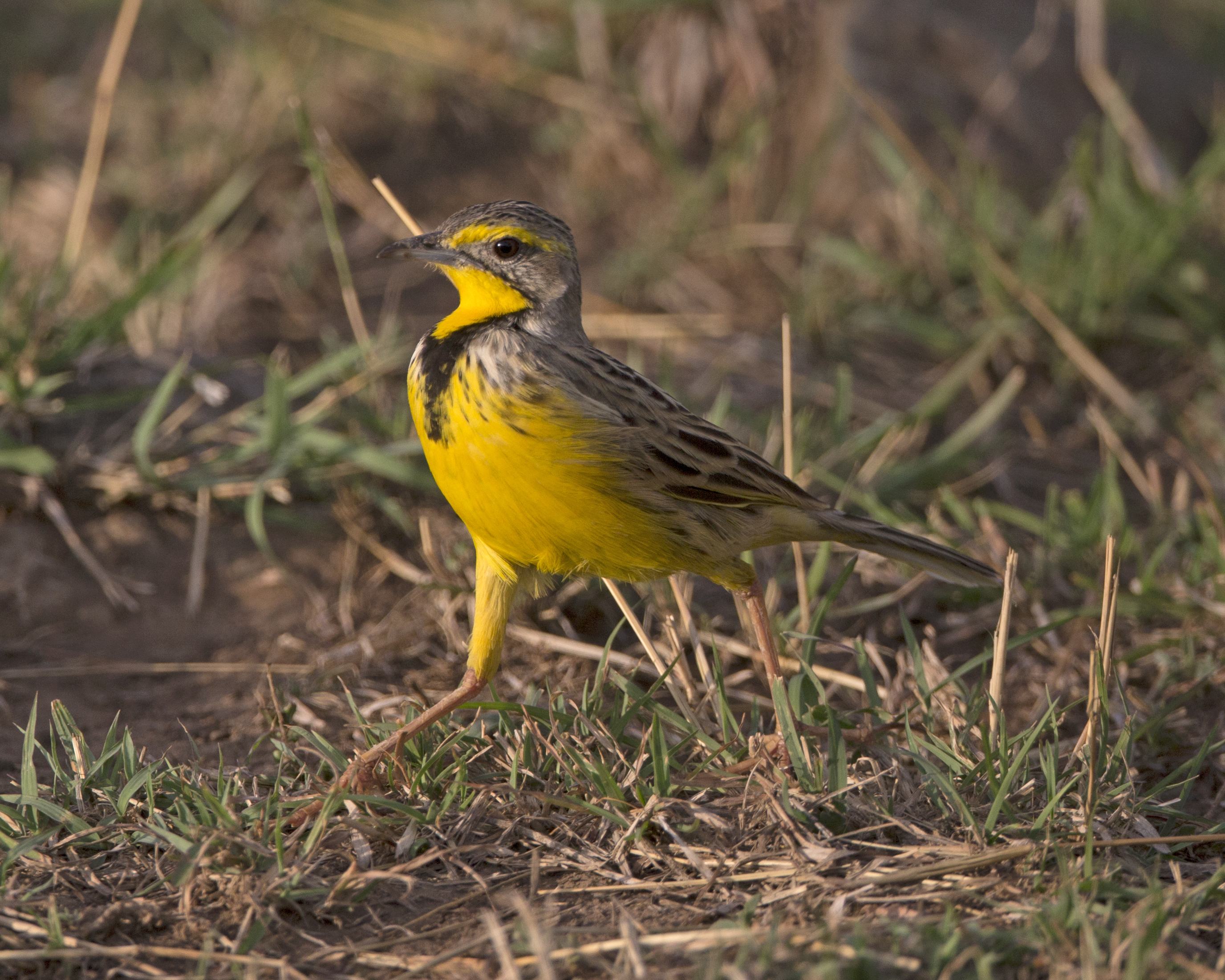
Macronyx croceus (Réserve nationale du Masai Mara, Kenya)

Cet oiseau mesure de l'ordre de 20 à 22 cm et présente les caractéristiques du genre Macronyx. Le bec est droit, de taille modérée avec l'arête légèrement recourbée. Les narines sont grandes et nues avec une ouverture oblongue. Les ailes sont très courtes. Les quatre premières rémiges sont de taille identique et plus longues. La queue est légèrement arrondie. Les pieds sont allongés. Les tarses présentent des squamules latérales entières. Le pouce est muni d'un ongle très long et recourbé.

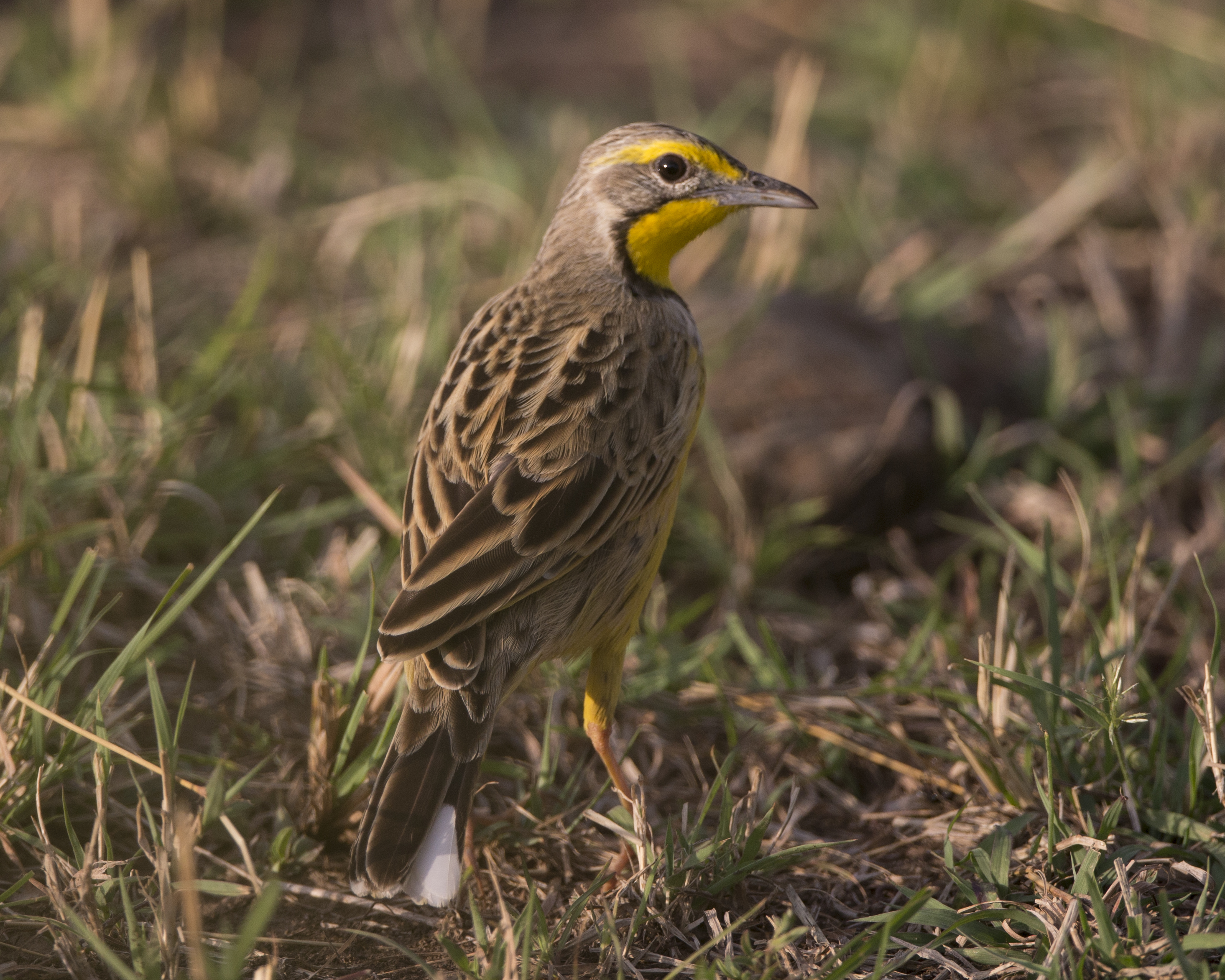
Macronyx croceus (Réserve nationale du Masai Mara, Kenya)

Macronyx croceus possède un dos marron avec le centre des plumes plus sombre qui lui donne une apparence tachetée. Le ventre est jaune brillant avec une large bande noire sur la poitrine et de courtes stries noires sur les côtés qui forment un hausse-col noir en forme de fer à cheval dont la convexité descend sur la poitrine et dont les deux branches remontent jusqu'aux angles de la bouche et qui entoure ainsi le jaune qui s'étend sur la gorge et le devant du cou. La queue présente des coins blancs.

## Sous-espèces
Selon la classification de référence du Congrès ornithologique international (14.2, 2025) elle se répartit en trois sous-espèces :
- Macronyx croceus croceus (Vieillot, 1816) — du Sénégal au nord-ouest de l'Angola et le bassin du lac Victoria	;
- Macronyx croceus tertius Clancey, 1958 — littoral du Kenya et de la Tanzanie ;
- Macronyx croceus vulturnus Friedmann, 1930 — de la Tanzanie et l'est de la Zambie au sud-est de l'Afrique du Sud.

## Synonymes
- Alauda crocea Vieillot, 1816 (protonyme)

## Publication originale
- Vieillot, L. 1816. Nouveau Dictionnaire d'Histoire Naturelle, Tome 1, Paris. (Alauda crocea - p. 365)

## Maladies et parasites
Macronyx croceus peut être parasité par la tique Amblyomma variegatum et ses voies respiratoires par l'acarien Sternostoma tracheacolum.